# 5463 Денвелшер
5463 Денвелшер (5463 Danwelcher) — астероїд головного поясу, відкритий 15 жовтня 1985 року.
Тіссеранів параметр щодо Юпітера — 3,614.